# 対人関係療法
対人関係療法（たいじんかんけいりょうほう、Interpersonal psychotherapy、IPT）とは、1970 - 1980年代に中から重度の非妄想性うつ状態と診断された成人に対する外来治療法として開発された短期の心理療法である。
ハリー・スタック・サリヴァンの精神医学における対人関係理論に由来する。その後、多くの実験的研究により、対人関係療法がうつに有効だと示された。本来は成人の個人療法として開発されたが、若年成人や老年期、双極性障害・過食症・産後うつ・夫婦カウンセリングなどにも使用できるように修正を加えられてきた。対人関係療法は精神力動理論に基礎を持つが、短期であること、そして課題・構造化面接・評価ツールを用いるという点において、現代の認知行動学的方法も用いている。心的外傷後ストレス障害（PTSD）にも対応したマニュアルが作成されている。次第に診療ガイドラインでもその有効性が評価された。
対人関係療法は、最初はジェラルド・クラーマンらの心理療法研究での利用のため、理論的対照として開発された。しかし対人関係療法は、いくつかの心理的問題の解決にかなり役立つことがわかっている。

## 歴史
対人関係学派は、1930年代から1940年代にかけてアメリカのワシントン・ボルチモア地域を中心に展開される。アドルフ・マイヤーが元となり、ハリー・スタック・サリヴァンが大きく貢献した。
この対人関係学派の理論に基づき、対人関係療法が開発され、うつ病に対するアプローチとして研究された。1986年には、対人関係療法のマニュアルが作成される。次第に診療ガイドラインでもその有効性が評価された。
若年成人や老年期、双極性障害・過食症・産後うつ・夫婦カウンセリングなどにも使用できるように修正を加えられてきた。

## 診療ガイドライン
WHOのmhGAPガイドラインでは、うつ病に対して推奨されている。
アメリカ精神医学会（APA）のうつ病の治療ガイドラインでも治療の有効性が確認されている。
英国国立医療技術評価機構（NICE）は、2009年のうつ病の診療ガイドラインにおいて以下を挙げている。
- 閾値以下、軽症から中等症までのうつ病では、先に弱い心理的介入が試され、それは認知行動療法（CBT）のガイド付きセルフヘルプやコンピュータCBTである[6]。それがうまくいかなかった場合には、抗うつ剤、または、強い心理的介入としての、証拠の堅牢な認知行動療法か対人関係療法か、証拠の堅牢でない行動活性化か、あるいは行動カップル療法である[6]。
- 中等症から重症のうつ病に対して、抗うつ薬と心理療法の併用を挙げており、心理療法として認知行動療法か対人関係療法かを挙げている[6]。

2004年のNICEの摂食障害のガイドラインでは、拒食症では、対人関係療法のほか、認知分析療法、認知行動療法、摂食障害に焦点を当てた精神力動的療法や、家族への介入が挙げられている。過食症に対しては、証拠に基づいたセルフヘルプの過食症に対する認知行動療法が推奨され、それに反応しなかった場合に同等の効果があるが8 ‐ 12ヶ月を要する、対人関係療法を推奨している。

### 系統的調査
摂食障害に対する2014年の証拠の調査では、認知行動療法と対人関係療法とが、神経性過食症と過食症の確立された治療法であり、むちゃ食い障害の長期の有効性が確立された治療法であると結論している。2009年のシステマティックレビューでは、適応障害に対する対人関係療法を含む心理療法の有効性には裏付けがあるとされた。

### 予備研究
予備研究では、未治療の心的外傷後ストレス障害の110人をランダム化して14週間の試験を実施し、有意差はないが、対人関係療法では63%と持続エクスポージャー療法の47%よりも高い反応率を示し、暴露なく治療できる可能性を示した。
別の予備研究では、37人でのランダム化試験で、産後うつのリスクを低下させた。

## 方法論
対人関係療法は、現在の対人関係を扱い、患者の身の回りの社会的状況に焦点を当てた心理療法である。対人関係療法の本来のモデルは、三段階で構成されている。第一段階は、患者の症状を評価し、診断を下す段階であり、最大3回の心理療法セッションで完了する。患者の現在の社会的機能や、親しい人との関係性を検討する。また、患者の現在の対人関係が、患者の気分にどのような影響を与え、症状の発現にどのように寄与しているかを評価する。症状は患者の社会的な状況と関連していることが多く、例えば対人関係に関する悲嘆、自分の役割に関する葛藤や役割の変化、対人関係の欠陥などが症状の発現に影響を与える。第二段階では、第一段階での分析をもとに、その患者の対人関係の問題に特化した治療戦略を選択する。第三段階は12～16週間かかり、患者を支援し、患者の進歩を認めることを目的としている。

## 対人関係カウンセリング
対人関係カウンセリング（Interpersonal Counseling:IPC）は、軽度のストレスがあるがうつ病など精神障害でない場合を対象とした、6回以下のセッションのカウンセリングで、専門家でなくとも上級看護師が用いることを想定して作成されている。対人関係療法と同じクラークマンとワイスマンが作成した。離婚、死別、異動、過労が対象である。

### セルフヘルプ
対人関係カウンセリングにはワークブックがあり、『自分でできる対人関係療法』『うつが楽になるノート』が同じ目的で書かれているとされる。